# گلدستون تایر
مجتمع صنعتی آرتاویل تایر با نام تجاری لاستیک گلدستون  بعنوان یکی از شرکت‌های زیر مجموعه شرکت سرمایه گذاری رازی در حوزه تولید لاستیک فعالیت می‌کند. این شرکت در زمینه تولید انواع تایر رادیال سواری و تایرهای بایاس وانتی، کامیونت، کامیون و اتوبوسی فعالیت دارد. از سایر محصولات تولید انواع تایر کشاورزی تیوب و نوار فلپ می‌باشد. از شرکت‌های هم گروه آن می توان به شرکت جام دارو، لاستیک رازی، یزد تایر، نخ تایر رازی تاکستان، سبلان تایر رازی، شرکت بازرگانی صنایع لاستیک سیمرغ و… نام برد که همگی عضوی از گروه صنعتی رازی می‌باشند.
این شرکت یکی از تامین کنندگان تایرهای خودرو سازان ایران از جمله ایران خودرو و سایپا می‌باشد و همچنین یکی از بزرگترین شرکت‌های خودرو ساز در ایران و کشورهای منطقه آسیا و خاورمیانه است.
کارکنان آن شرکت مطابق اطلاعات منتشر شده از آن شرکت در سال مالی منتهی به ۲۹ اسفند۱۴۰۱ تعداد۱،۲۷۸ نفر در کارخانه و دفتر مرکز شرکت آرتاویل تایر  می باشد. 
همچنین فاز دوم کارخانه آرتاویل تایر با تولید لاستیک سواری سنگین تحت عنوان پروژه TBR راه اندازی شده است که با نام “سبلان تایر رازی” در بازار لاستیک خودروی ایران نمایان شده است. 
در بدو تأسیس شرکت ظرفیت تولید سالانه ۵۰۰۰ تن را دارا بود که در سال 2010 این رقم به ۲۵٬۰۰۰ تن در سال افزایش یافت.
بیش از ۹۰ درصد سهام این شرکت به بخش خصوصی و خانواده صنعتگر “برادران گنجی” تعلق دارد.